# NGC 5556
NGC 5556 ist eine Balkenspiralgalaxie vom Typ SBcd und liegt im Sternbild Wasserschlange. Sie ist rund 57 Millionen Lichtjahre von der Milchstraße entfernt. 
Das Objekt wurde am 8. Mai 1834 von John Herschel entdeckt.

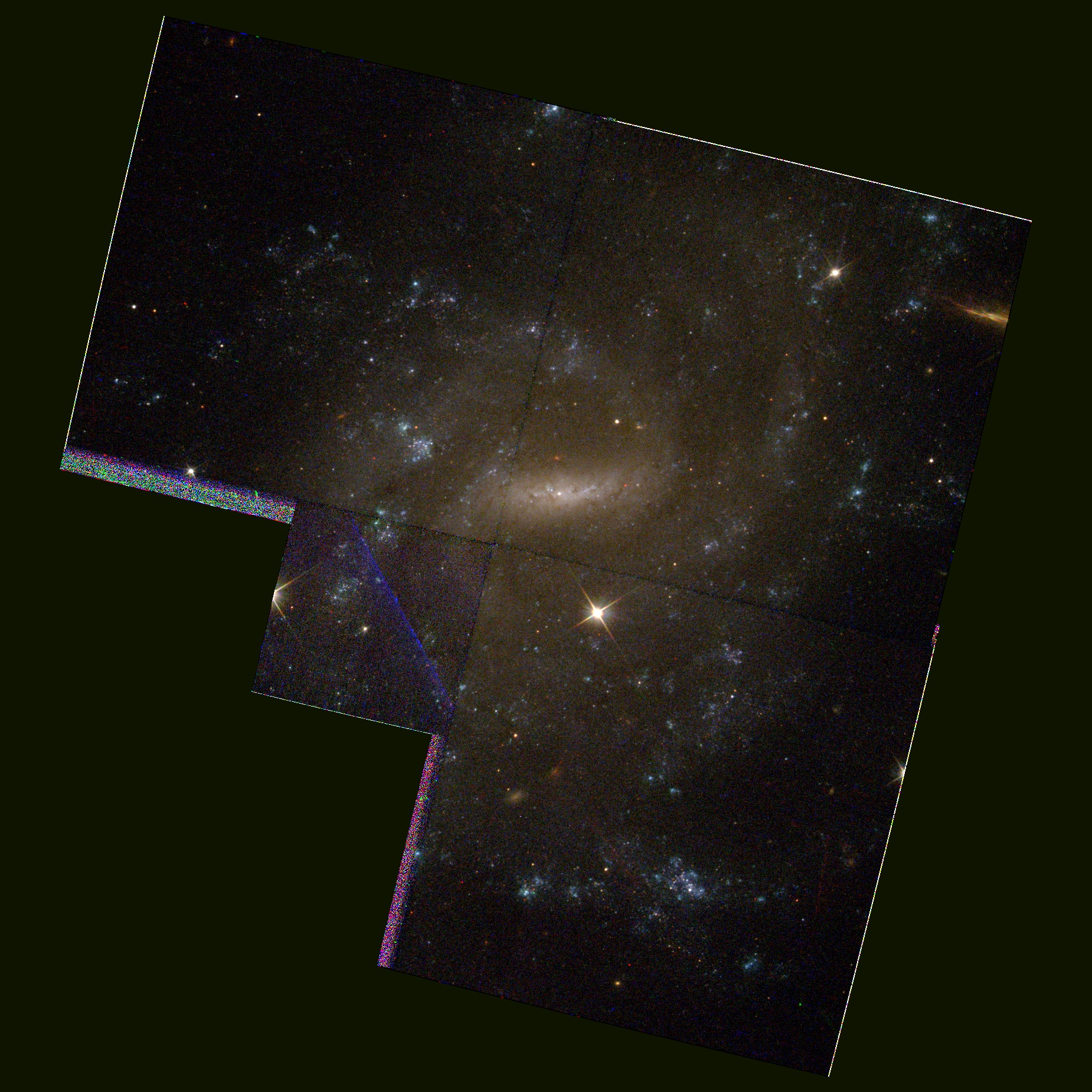
Aufnahme des Hubble-Weltraumteleskops